# Евинос
Евинос (на гръцки: Εύηνος) е най-дългата и пълноводна река в Евритания.
Извира от северните склонове на Вардуша, в близост до село Артотина във Фокида. Реката тече в югозападна посока по дължината на Етолоакарнания. Влива се с устие в залива на Патра на 10 km югоизточно от Месолонги.
През 2003 г. на реката е изграден язовир с площ около 10 квадратни километра с височина на язовирната стена 50 m, който също така и посредством язовира на река Морнос, захранва чрез тунели за питейна вода голяма част от Атика и столицата на Гърция - Атина. Този язовир е свързан с подземен тунел с дължина 30 km със съседния на Морнос. 